# Alpha Alpha
Alpha Alpha ist eine deutsche Science-Fiction-Serie von Wolfgang F. Henschel (Buch und Regie), die 1972 erstmals ausgestrahlt wurde.

## Handlung
Eigentlich ist Michael Dahlen (Karl-Michael Vogler) Studienrat. Aufgrund seiner Fähigkeiten als Kampfsportler, seines Improvisationstalents und seines scharfen, naturwissenschaftlich gebildeten Verstands wird er von einer geheimnisvollen Organisation ausgewählt, als Alpha-Agent zu arbeiten. Es gibt nur sehr wenige Alpha-Agenten, die überall auf der Welt unterstützt von niederrangigeren Agenten der weltweit tätigen Organisation gegen alles kämpfen, was die menschliche Zivilisation und den Fortbestand des menschlichen Lebens gefährden könnte. Eine wichtige Rolle hat dabei ein hochentwickelter sprechender Computer, der die jeweiligen Fälle analysiert und aktuelle Situationen bewertet. Die endgültigen Entscheidungen trifft ein Gremium von fünf gleichaussehenden Männern, denen die Agenten unterstellt sind.
Agent Alpha und seine Kollegen Beta und Gamma ermitteln in den abenteuerlichsten und geheimnisvollsten Fällen und müssen sich dabei auch mit unerklärlichen Phänomenen wie Teleportation (Der Astronaut) und Entführung durch Außerirdische (Wie die Ratten) auseinandersetzen. Menschliche Mutationen, die telepathische oder telekinetische Fähigkeiten haben, kommen in den Episoden Die Gedanken sind frei und Ein begabtes Kind vor. In der Folge Heute ist damals unternimmt Alpha Alpha sogar unfreiwillig eine Zeitreise in die deutsche Kaiserzeit vor dem I. Weltkrieg. In anderen Episoden geht es um Replikanten (Abbilder) existierender Menschen, welche die bestehende Gesellschaft in einer weitreichenden Verschwörung unterwandern sollen, oder um Computer, die das Personal einer geheimen Forschungsanlage hypnotisieren (Omega schweigt).

## Episodenliste
| Nr. | Originaltitel         | Erstausstrahlung D |
| --- | --------------------- | ------------------ |
| 1   | Die Organisation      | 3. Mai 1972        |
| 2   | Gedanken sind frei    | 10. Mai 1972       |
| 3   | Wie die Ratten        | 17. Mai 1972       |
| 4   | Der Astronaut         | 31. Mai 1972       |
| 5   | Omega schweigt        | 7. Juni 1972       |
| 6   | Der Weltfriede        | 14. Juni 1972      |
| 7   | Abbilder              | 21. Juni 1972      |
| 8   | Die List des Odysseus | 28. Juni 1972      |
| 9   | Die Nacht im Zoo      | 5. Juli 1972       |
| 10  | Ein begabtes Kind     | 12. Juli 1972      |
| 11  | Heute ist damals      | 19. Juli 1972      |
| 12  | Außer Dienst          | 26. Juni 1972      |
| 13  | Unsterblichkeit       | 2. Aug. 1972       |

## Hintergrund
In Gastrollen waren unter anderem Herbert Tiede, Herbert Fleischmann, Horst Sachtleben, Paul Edwin Roth, Ursula Dirichs, Dieter Borsche, Dieter Kirchlechner und Dietrich Thoms zu sehen.
Regisseur Wolfgang F. Henschel, der später eher Krimis wie Ein Fall für zwei und Edgar-Wallace-Filme drehte, schrieb alle 13 Folgen selbst. Die teilweise vom Jazz beeinflusste aber auch rein elektronische Musik komponierte Erich Ferstl, der auch für die Soundeffekte zuständig war.
Thematische Gegenstücke waren die 13-teilige französisch-deutsche Science-Fiction/Mystery-Serie Es geschah übermorgen (1971–1974) und die Miniserie Das Blaue Palais, welche in den Jahren 1974 und 1976 in insgesamt fünf Teilen ausgestrahlt wurde. 
Ähnlich wie die japanische Serie S.R.I. und die unheimlichen Fälle (1968–1969) nimmt alpha alpha Themen vorweg wie sie beispielsweise in der Mystery-Serie Akte X vorkommen.
Das ZDF wiederholte die Fernsehserie im Januar 2012 auf seinem Digitalkanal ZDFkultur.

## DVDs
Die komplette Serie Alpha Alpha erschien am 6. Februar 2015 als 2-DVD-Set (Studio Hamburg Enterprises) mit einer Gesamtlaufzeit von 325 Minuten.